# Ильин (Ростовская область)
Ильин — хутор в Боковском районе Ростовской области. Входит в Боковское сельское поселение.

## География
Выше хутора берёт своё начало река Ильинка (приток Чира).
На хуторе имеется одна улица — Ильинская.

## История
Дата образования хутора — 1800 год. До 1915 года назывался Сукинский — по названию балки.
Располагался по обеим сторонам речки, которая называлась Сукина.
Основное население хутора было из старообрядцев - беглопоповцев. По переписи на 1859 года хутор Сукинский Еланской станицы был в составе Усть-Медведицкого округа Войска Донского. Число дворов — 13, число жителей мужского пола — 48, женского — 69.
На 1897 год хутор был в составе юрта станицы Еланской, но уже Донецкого округа; число дворов — 48, число хозяйств — 48. Население: мужского пола — 178 человек, женского пола — 169 человек; по сословиям: Донские казаки — 309 человек, мещане — 11 человек, крестьяне — 38 человек.
Наличное население по грамотности:
- грамотных мужчин 25 человек,
- грамотных женщин 5 человек,
- неграмотных мужчин 153 человека,
- неграмотных женщин 164 человека.

## Население
| 1989 | 2002 | 2010 |
| ---- | ---- | ---- |
| 85   | ↘36  | ↗37  |

## Достопримечательности
Территория Ростовской области была заселена еще в эпоху неолита. Люди, живущие на древних стоянках и поселениях у рек, занимались в основном собирательством и рыболовством. Степь для скотоводов всех времён была бескрайним пастбищем для домашнего рогатого скота. От тех времен осталось множество курганов с захоронениями  жителей этих мест. Курганы и курганные группы находятся на государственной охране.
Поблизости от территории хутора Ильин Боковского района расположено несколько достопримечательностей – памятников археологии. Они охраняются в соответствии с Федеральным законом от 25.06.2002 N 73-ФЗ "Об объектах культурного наследия (памятниках истории и культуры) народов Российской Федерации", Областным законом от 22.10.2004 N 178-ЗС "Об объектах культурного наследия (памятниках истории и культуры) в Ростовской области", Постановлением Главы администрации РО от 21.02.97 N 51 о принятии на государственную охрану памятников истории и культуры Ростовской области и мерах по их охране и др. 
- Курган  "Ильин III". Расположен на расстоянии около 2,75 км к северо-западу от хутора Ильина.

- Курганная группа  "Ильин I"  (5 курганов). Расположена на расстоянии около 4,1 км к юго-западу от хутора Ильина.

- Курганная группа "Ильин II"  (2 кургана). Расположена на расстоянии около 2,0 км к северо-западу от хутора Ильина.

- Курганная группа "Ильин IV" (4 кургана). Расположена на расстоянии около 4,35 км к северо-западу от хутора Ильина[6].

В хуторе находится источник освященный в 2011 году в честь иконы Смоленской Божьей матери, ежегодно к источнику совершается крёстный ход из близлежащей станицы Боковской.